# Бромид гексаамминникеля(II)
Бромид гексаамминникеля(II) — неорганическое соединение, 
комплексный аммин соли металла никеля и бромистоводородной кислоты
с формулой [Ni(NH3)6]Br2,
фиолетовые кристаллы,не
растворяется в воде.

## Получение
- Растворение бромида никеля(II) в концентрированном растворе аммиака:

{\displaystyle {\mathsf {NiBr_{2}+6(NH_{3}\cdot H_{2}O)\ {\xrightarrow {}}\ [Ni(NH_{3})_{6}]Br_{2}+6H_{2}O}}}

## Физические свойства
Бромид гексаамминникеля(II) образует сине-фиолетовые кристаллы
кубической сингонии,
пространственная группа F m3m,
параметры ячейки a = 1,0361 нм, Z = 4.

## Химические свойства
- Ступенчато разлагается при нагревании:

{\displaystyle {\mathsf {[Ni(NH_{3})_{6}]Br_{2}\ {\xrightarrow[{-NH_{3}}]{T}}\ [Ni(NH_{3})_{4}]Br_{2}\ {\xrightarrow[{-NH_{3}}]{T}}\ NiBr_{2}}}}